# Jin Izumisawa
Jin Izumisawa (泉澤 仁 Izumisawa Jin?), född 17 december 1991 i Chiba prefektur, är en japansk fotbollsspelare.
Izumisawa började sin karriär 2014 i Omiya Ardija. Han spelade 87 ligamatcher för klubben. 2017 flyttade han till Gamba Osaka. Efter Gamba Osaka spelade han för Tokyo Verdy, Pogoń Szczecin, Yokohama F. Marinos och Ventforet Kofu.